# Ikarus Bus
Ikarus Bus este un producător de vehicule de transport public înființat în 1895, (autobuze și troleibuze) din Ungaria.
Sediul se afla în Budapesta. Autobuzele produse de Ikarus Bus au fost exportate în mai multe țări comuniste (URSS, România, R.D.G.).
I.T.B.-ul a avut în anii 1970 autobuze articulate IKARUS 280. În 1991, RATB a achiziționat autobuze IKARUS 260 galbene. Acestea au circulat până în anul 2009, dar încă mai pot fi văzute în autobazele STB. Tot în București pot fi întâlnite pe liniile STB troleibuze Ikarus 415T.
În Ploiești toate autobuzele Ikarus 260 și 280 au fost scoase din circulație la sfârșitul anului 2021 și așteaptă casarea în Autobaza Găgeni a TCE Ploiești.

## Modele

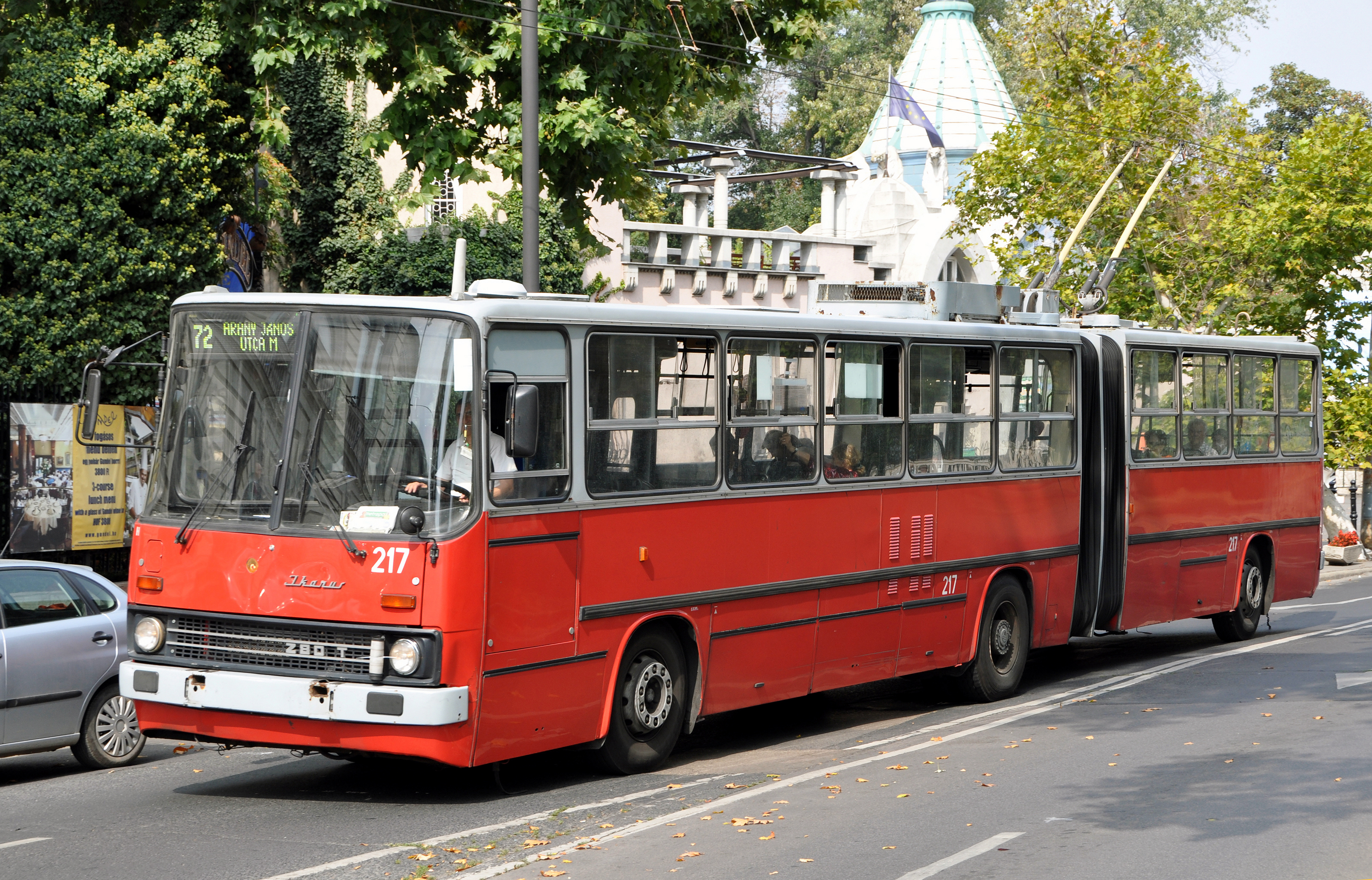
Troleibuz articulat Ikarus 280T

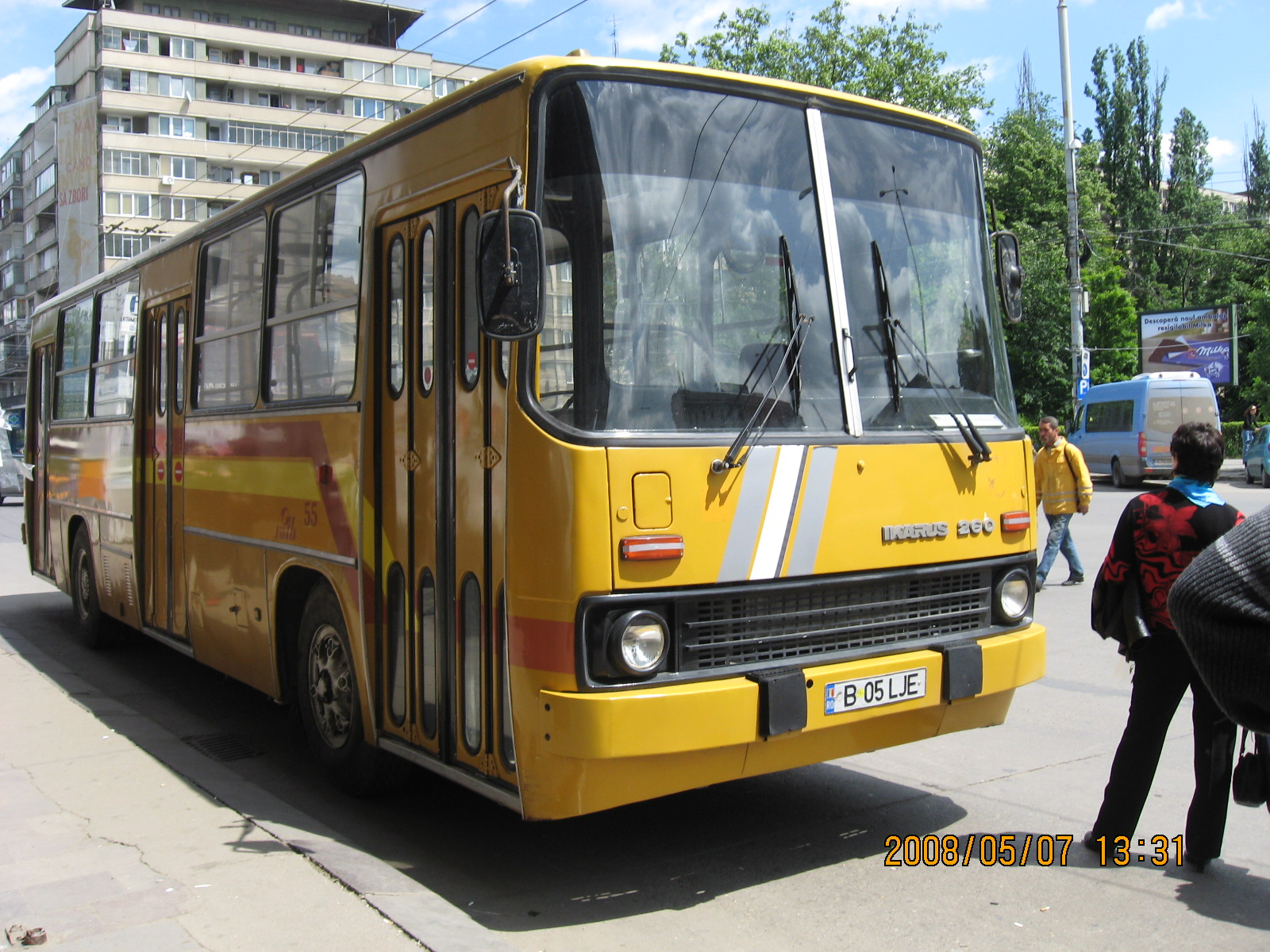
Autobuz Ikarus 260 în fața Gării de Nord, București

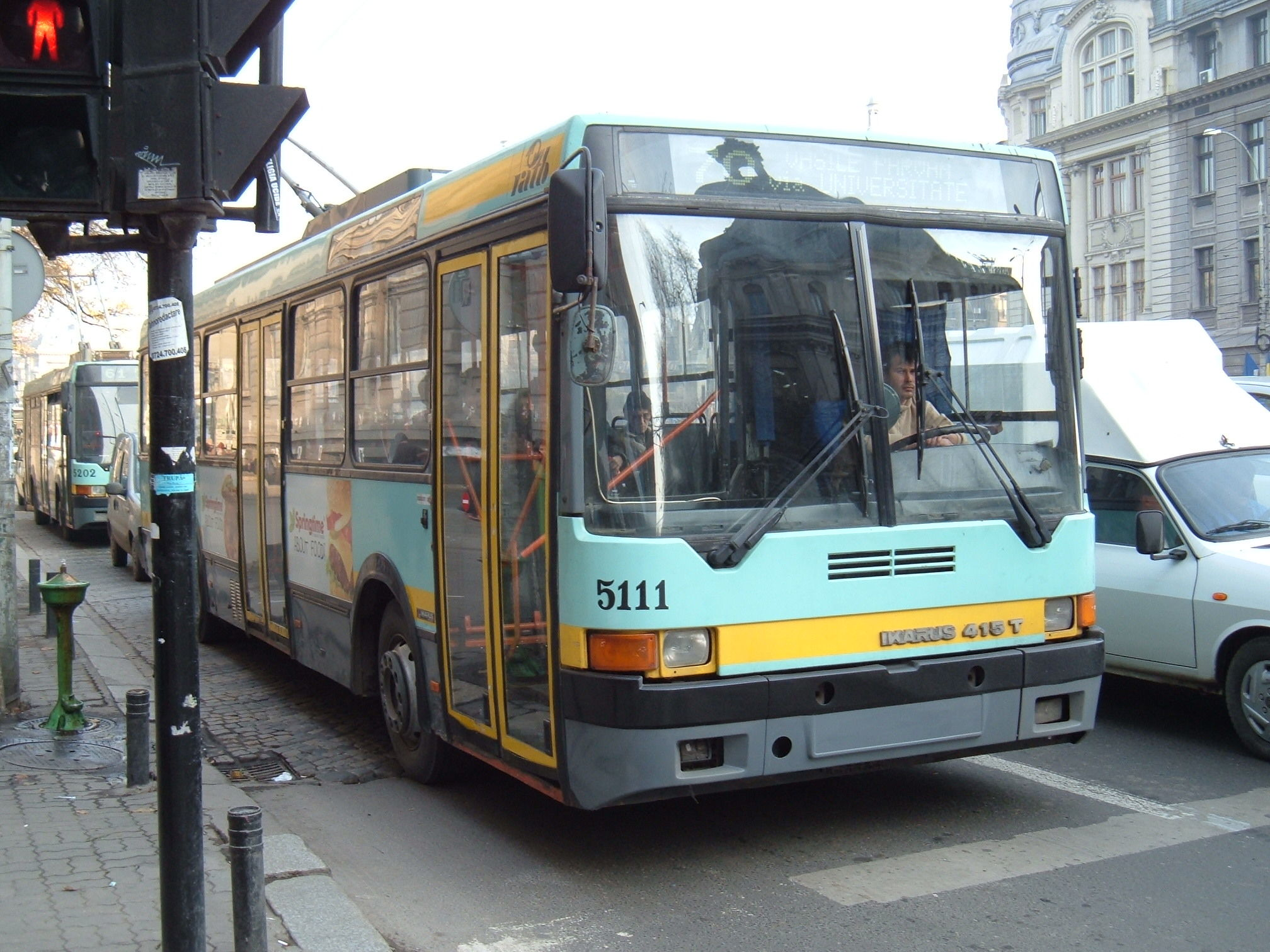
Troleibuz Ikarus 415T pe linia 70, în București

- Ikarus 260 - autobuz standard
- Ikarus 280 - autobuz articulat
- Ikarus 415T - troleibuz

1. ↑   https://www.plane-encyclopedia.com/ww2/ikarus-ik-2/, accesat în 2 septembrie 2018 Lipsește sau este vid: |title= (ajutor)